# Hans Magnus Enzensberger
Hans Magnus Enzensberger (Kaufbeuren, Alemanya, 11 de novembre de 1929 - Múnic, 24 de novembre de 2022) fou un poeta, assagista, editor i traductor alemany, considerat un dels intel·lectuals alemanys més influents i reconeguts mundialment. També va publicar sota el pseudònim Andreas Thalmayr.

## Biografia
Nasqué a Kaufbeuren, a l'estat de Baviera. Va estudiar filologia germànica, literatura i filosofia a les Universitats d'Erlagen, Friburg i Hamburg, completant la seva formació a La Sorbona de París, on es doctorà el 1955.
Entre el 1955 i el 1957 exercí la docència i fou redactor a la ràdio de Stuttgart. Entre 1965 i 1975 fou membre del Grup 47, una prestigiosa associació literària nascuda a Alemanya després de la Segona Guerra Mundial, així mateix fundà la revista Kursbuch i des de 1985 dirigí la col·lecció literària Die andere Bibliothek («L'altra biblioteca»).
El 2002 fou guardonat amb el Premi Príncep d'Astúries de Comunicació i Humanitats.

## Obra publicada
- Verteidigung der Wölfe, poemes, 1957
- Viele schöne Kinderreime, 777 poemes infantils, 1962
- Einzelheiten, assajos, 1962
- Politik und Verbrechen, assajos, 1964
- Deutschland, Deutschland unter anderem, comentari polític, 1967
- Das Verhör von Habana, prosa, 1970
- Constituents of a Theory of the Media, 1970
- Der kurze Sommer der Anarchie. Buenaventura Durrutis Leben und Tod, prosa, 1972. Traduït al català per Anna Soler amb el títol El curt estiu de l'anarquia. La vida i la mort de Buenaventura Durruti (Virus Editorial, 2015).
- Gespräche mit Marx und Engels, 1970
- Palaver. Politische Überlegungen, assajos, 1974
- Mausoleum. 37 Balladen aus der Geschichte des Fortschritts, poemes, 1975
- Polit. Brosamen, assajos, 1982
- Ach, Europa! Wahrnehmungen aus sieben Ländern, prosa, 1987
- Mittelmass und Wahn, assajos, 1989
- Zukunftsmusik, poemes, 1991
- Die Tochter der Luft, drama, 1992
- Die Große Wanderung, assajos, 1992
- Zickzack, Aufsätze, 1997
- Der Zahlenteufel. Ein Kopfkissenbuch für alle, die Angst vor der Mathematik haben, 1997. Traduït al català per Maite Alcántara amb el títol El dimoni dels nombres. Un llibre per a tots els que tenen por de les matemàtiques (Barcanova-Siruela, 1997).[3]
- Wo warst du, Robert?, novel·la, 1998
- Leichter als Luft: Moralische Gedichte, poemes, 1999
- Schreckens Maenner: Versuch ueber den radikalen Verlierer, assaig, 2006
- Einzelheiten I & II, novel·la, 2006
- Gedichte 1950-2005, poemes, 2006
- Im Irrgarten der Intelligenz / Ein Idiotenführer, assaig, 2007
- Hammerstein oder der Eigensinn, biografia, 2008